# Alex Heffes
Alex Heffes (* 2. September 1971 in Beaconsfield, Buckinghamshire, England) ist ein britischer Komponist. 

## Biografie
Nach seinem Abschluss an der University of Oxford assistierte Alex Heffes unter anderem dem britischen Komponisten Simon Boswell und dem britischen Musiker Elton John. 1998 debütierte Heffes mit seiner Musik für die beiden Fernsehfilme Big Cat und Little White Lies als Filmkomponist für Langspielfilme. Seit seiner Komposition für die Dokumentation Ein Tag im September arbeitete er mit dem schottischen Filmemacher Kevin Macdonald zusammen. So komponierte er für Sturz ins Leere, State of Play – Stand der Dinge und Der letzte König von Schottland – In den Fängen der Macht die Musik. Für letztere wurde er beim Europäischen Filmpreis 2007 für die Beste Filmmusik nominiert.

## Filmografie (Auswahl)
- 1998: Big Cat
- 1998: Little White Lies
- 1999: Ein Tag im September (One Day in September)
- 2000: Circus
- 2001: Das B-Team: Beschränkt und auf Bewährung (The Parole Officer)
- 2003: Sturz ins Leere (Touching The Void)
- 2004: Lieber Frankie (Dear Frankie)
- 2004: Out of Reach
- 2004: Traumata (Trauma)
- 2005: Eine Hochzeit zu dritt (Imagine Me & You)
- 2005: Hammerhart (Vet hard)
- 2006: Der letzte König von Schottland – In den Fängen der Macht (The Last King of Scotland)
- 2006: Tsunami – Die Killerwelle (Tsunami: The Aftermath)
- 2009: State of Play – Stand der Dinge (State of Play)
- 2010: Der älteste Schüler der Welt (The First Grader)
- 2010: Inside Job
- 2011: Red Riding Hood – Unter dem Wolfsmond (Red Riding Hood)
- 2011: The Rite – Das Ritual (The Rite)
- 2012: Emperor – Kampf um den Frieden (Emperor)
- 2013: Love and Honor – Liebe ist unbesiegbar (Love and Honor)
- 2013: Escape Plan
- 2013: Mandela – Der lange Weg zur Freiheit (Mandela: Long Walk to Freedom)
- 2015: The Program – Um jeden Preis (The Program)
- 2016: Roots (Fernsehserie)
- 2016: Bastille Day
- 2016: Queen of Katwe
- 2016: 11.22.63 – Der Anschlag (11.22.63, Miniserie)
- 2019: Wer wir sind und wer wir waren (Hope Gap)
- 2019: Miss Bala
- 2020: The 24th
- 2020: The Big Ugly
- 2021: Intrusion
- 2023: A Killer’s Memory (Knox Goes Away)

## Auszeichnungen
Hollywood Music In Media Awards
- 2016: Auszeichnung für die Beste Musik: TV-Show – Digital Streaming Series (Roots)[1]